# Taq-i Kisra

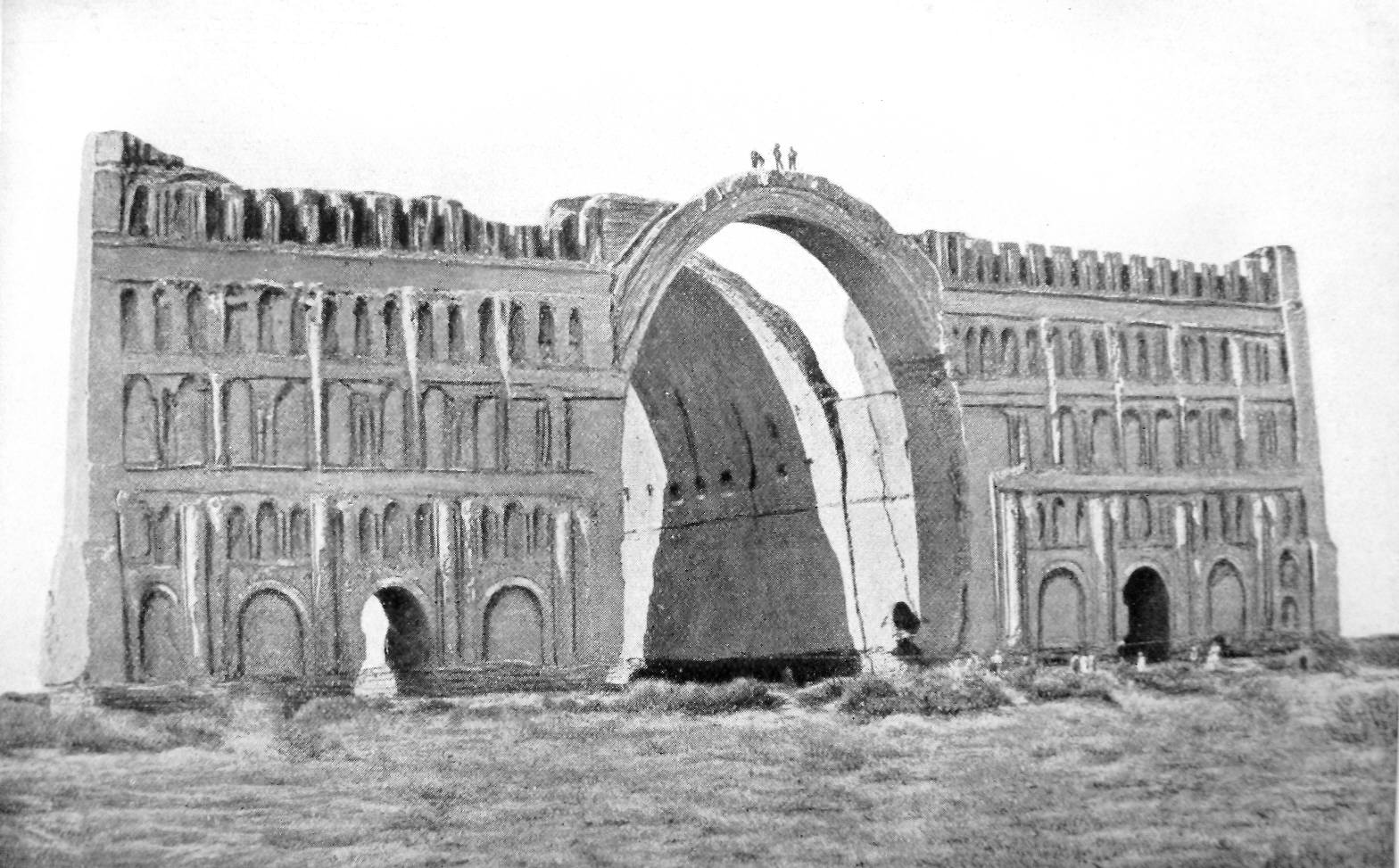
L'apetto dell'arcata in una fotografia del 1864, prima del collasso dell'ala destra

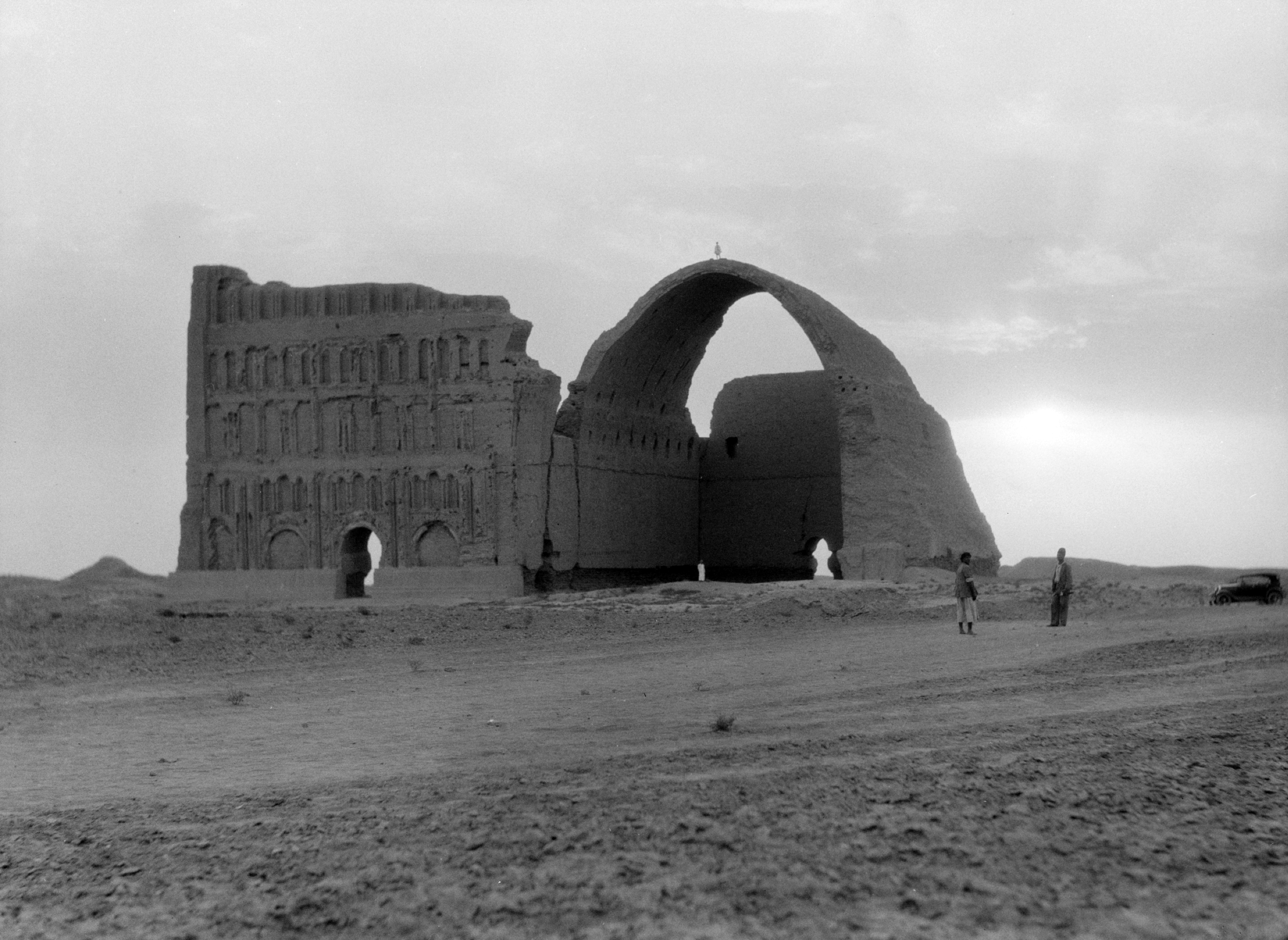
L'aspetto in una foto del 1932, dopo il collasso dell'ala destra e prima della sua parziale ricostruzione sotto il governo di Saddam Hussein

La Taq-i Kisra (persiano طاق كسرى, arabo إيوان كسرى, ovvero 'iwan di Cosroe') è un monumento persiano nella città di Al-Mada'in, l'unica struttura visibile restante della città di Ctesifonte. Si trova vicino alla moderna città di Salman Pak, in Iraq.

## Storia
Il palazzo sarebbe stato costruito durante il regno dell'importante sovrano sassanide Cosroe I (531-579), anche se questa teoria, oggi largamente accettata, non è universalmente riconosciuta; il palazzo è talvolta attribuito a Sapore I, il secondo sovrano sassanide (240-272), sulla base di fonti letterarie successive. Sotto di lui, Ctesifonte era già la principale residenza dell'Impero sassanide. Tuttavia, la maggior parte degli studiosi ritiene che, dopo aver sconfitto in modo decisivo gli Unni bianchi intorno al 560 e aver stipulato la pace con Roma orientale, Cosroe I abbia fatto ampliare il suo palazzo, che comprendeva l'arco di Taq-e Kisra. Di questa residenza sassanide, un tempo molto grande, rimane oggi solo una piccola parte, insieme all'arco.
Nel 637, il complesso fu catturato e saccheggiato dagli arabi nell'ambito dell'espansione arabo-islamica. Il palazzo fu quindi temporaneamente utilizzato come moschea.
Sebbene il monumento sia stato danneggiato nel 1909 da un'inondazione, sotto l'era di Saddam Hussein venne ricostruita l'ala nord, ma i lavori si sono fermati con la Guerra del golfo.
È chiamato Jass Taq nel resoconto che l'ecclesiastico Barthélemy Carré (1636-1700) fece del suo viaggio in Oriente (Voyage des Indes orientales, 1699). L'orientalista François Pétis de La Croix (1653-1713), nel suo Extrait des voyages de Pétis de La Croix, rédigé par lui-même, riporta i nomi Eïvan Anouchyrvan e Takt-kisra.
Una delle prime descrizioni moderne è quella di Robert Byron:
(Robert Byron, La via per l'Oxiana)

## Architettura
La costruzione iniziò sotto il regno di Cosroe I, dopo una campagna contro i Bizantini nel 540. L'arco era di circa 37 metri, alto 26 metri e lungo 50 metri, il più grande mai costruito all'epoca. La forma dell'arco si avvicina ad una precisa legge matematica: la catenaria, chiamata così da Huygens nel 1691. 
L'intero complesso era caratterizzato da un cortile rettangolare attorno al quale erano raggruppate quattro ali. La volta in mattoni, larga oltre 24,5 metri e alta 33, copriva la sala del trono, lunga 48 metri, dove i principi sassanidi tenevano udienze vestiti di broccato e seta. La costruzione è parabolica, motivo per cui l'arco appare particolarmente grande. L'arco ha uno spessore di sette metri vicino al pavimento e di un metro in cima. Secondo una tecnica mesopotamica, i mattoni vicino al suolo erano disposti orizzontalmente e quelli dell'arco a spigolo. Esperti dell'imperatore romano d'Oriente Giustiniano hanno contribuito alla costruzione. Nonostante l'altezza, non furono utilizzate impalcature. Nella sala a volta (o ad arco) sono stati incorporati rilievi marmorei romano-bizantini e mosaici raffiguranti la conquista di Antiochia. Tra le altre insegne del potere, un tappeto di 27 × 27 metri (Bahār-e Kisra) ai piedi dell'imperatore sasanide e una magnifica, enorme corona appesa al soffitto dell'arco (attaccata a una catena d'oro). Il possente Ivan era incorniciato su entrambi i lati da facciate in mattoni a sei piani con architravi, anche se non è chiaro se questi avessero echi romani o ellenistici. Le facciate erano decorate con archi ciechi e colonne. Queste nascondevano gli altri ambienti del complesso del palazzo. L'arco è il più grande iwan sopravvissuto del periodo pre-islamico. L'ideale di combinare gli spazi abitativi e di organizzarli attorno a un cortile fortificato era una caratteristica comune del palazzo.
L'ideale di raggruppare gli spazi abitativi e di disporli attorno a un cortile fortificato divenne in seguito parte integrante dell'architettura iraniana e si riflette anche in questo edificio. A partire dal IV secolo, il metodo di costruzione a conci fu sempre più sostituito da mattoni più fini e da malte di gesso. Inoltre, gli ornamenti in stucco furono sempre più utilizzati.

## Curiosità
Secondo fonti successive, il palazzo conteneva un tappeto da giardino con un motivo a scacchiera di 27 × 27 metri. Era chiamato Bahār-e Kisra. Il tappeto raffigurava aiuole, alberi da frutto, sentieri e canali d'acqua e padiglioni all'incrocio. Era intessuto di metalli preziosi. I rami degli alberi erano raffigurati in oro e argento, i fiori e i frutti erano rappresentati da pietre preziose, i corsi d'acqua da vetri di cristallo. In onore del re sasanide, che in Oriente è ancora avvolto nella leggenda, il folklore iraniano si riferisce al tappeto come alla "Primavera di Cosroe" o "Baharestan".